# Robert Jensen
Robert Jensen (* 12. April 1973 in Voorburg) ist ein in den Niederlanden bekannter Fernsehmoderator. Seit 2002 war er täglich mit seiner Late Night Show JENSEN! im niederländischen Fernsehen auf RTL 5 zu sehen. Seit 2019 ist er nur im Internet aktiv.

## Familie
Jensen ist der Sohn des Vize-Konsuls der dänischen Botschaft in den Niederlanden. Er hat noch zwei weitere Brüder, wovon einer Radio-DJ ist.

## TV-Karriere
Robert Jensen gab im Jahre 1997 sein Fernsehdebüt in der Sendung Top 100 aller tijden auf dem niederländischen Privatsender Veronica, worin er einen Teil der Show moderierte. Im Jahr 2002 bekam er dann seine eigene Fernseh-Show JENSEN! auf dem ehemaligen TV-Sender Yorin. Zeitweilig begleitet von seinem Sidekick Jan Paparazzi empfängt er nationale und internationale Gäste in seiner täglichen Late Night Show. In den Niederlanden erhielt seine Sendung Jensen! die Auszeichnung „De Hoofdprijs“ von der niederländischen Rundfunkanstalt BNN. Des Weiteren war Robert Jensen auch Radiomoderator bei verschiedenen Radiosendern in den Niederlanden. Moderator Robert Jensen ist seit April 2010 nicht nur wieder mit seiner Late-Night-Show JENSEN! wöchentlich auf Sendung, sondern ebenfalls mit einer weiteren Sendung namens SNAFU TV. Diese Sendung basiert auf die Entertainment Website, welche Robert Jensen selbst errichtet hat. Ebenso wie JENSEN! ist SNAFU TV wöchentlich zu sehen auf dem Privatsender RTL 5.
| Personendaten    | Personendaten                     |
| ---------------- | --------------------------------- |
| NAME             | Jensen, Robert                    |
| KURZBESCHREIBUNG | niederländischer Fernsehmoderator |
| GEBURTSDATUM     | 12. April 1973                    |
| GEBURTSORT       | Voorburg                          |